# Leiter der Feuerwehr (Nordrhein-Westfalen)
Der Leiter der Feuerwehr in Nordrhein-Westfalen führt die Freiwillige Feuerwehr auf Stadt- oder Gemeindeebene. Dies gilt auch für Städte und Gemeinden mit mehreren Feuerwehreinheiten und für Freiwillige Feuerwehren mit hauptamtlichen Kräften.

## Ernennung
Der Rat bestellt auf Vorschlag des Kreisbrandmeisters und nach Anhörung der Feuerwehr durch die Gemeinde einen Leiter der Feuerwehr und bis zu zwei Stellvertreter (stellvertretender Leiter der Feuerwehr). Sie werden durch den Bürgermeister ernannt. Soweit der Leiter der Feuerwehr ehrenamtlich tätig ist, ist er ebenso wie die Stellvertreter in ein Ehrenbeamtenverhältnis auf Zeit berufen.
Verfügt die Freiwillige Feuerwehr über eine ständig mit mindestens sechs hauptamtlichen Funktionen für den Brandschutz und die Hilfeleistung besetzte Feuerwache, übernimmt deren Leiter zugleich entweder die Funktion des Leiters der Feuerwehr oder die Funktion des stellvertretenden Leiters der Feuerwehr. Für die Wahrnehmung dieser Aufgabe gelten die Regelungen zum ehrenamtlichen Leiter der Feuerwehr und Vertreter entsprechend.
Die Amtszeit des ehrenamtlichen Leiters der Feuerwehr, der stellvertretenden Leiter der Feuerwehr beträgt sechs Jahre. Sie müssen für ihr Amt persönlich und fachlich geeignet sein und haben dieses, sofern eine Vertretung nicht möglich ist, so lange fortzuführen, bis ein Nachfolger bestellt ist. Sie können von ihrem Amt aus persönlichen Gründen vorzeitig zurücktreten. Die für Bedienstete der Gemeinde geltenden Bestimmungen des § 73 der Gemeindeordnung für das Land Nordrhein-Westfalen in der Fassung der Bekanntmachung vom 14. Juli 1994 (GV. NRW. S. 666), die zuletzt durch Gesetz vom 3. Februar 2015 (GV. NRW. S. 208) geändert worden ist, finden Anwendung.

## Aufgabe
Neben anderen rechtlichen Aufgaben hat er gemäß der Verordnung über die Laufbahn der ehrenamtlichen Angehörigen der Freiwilligen Feuerwehr (LVO FF) folgende Aufgaben inne:
- Aufnahme, Beförderung und Entlassung von Feuerwehrleuten (gem. § 1 LVO FF),[4]
- Disziplinarvorgesetzter aller Feuerwehrleute innerhalb der Gesamtgemeinde (gem. § 19 LVO FF),[4]
- Ernennung von Fachberatern (gem. § 3 I LVO FF).[4]

## Unterstellung
Jeder Feuerwehreinheit steht ein Einheitsleiter vor, der sich um die Belange seiner Einheit kümmert. Er ist dem Leiter der Feuerwehr unterstellt.

### Besonderheit
Eine Freiwillige Feuerwehr, die neben einer Berufsfeuerwehr besteht, wird von der Leiterin oder dem Leiter der Berufsfeuerwehr geführt. In diesem Fall wählen die Mitglieder der Freiwilligen Feuerwehr, die das 16. Lebensjahr vollendet haben, aus ihren Reihen für die Dauer von sechs Jahren einen Sprecher sowie bis zu zwei Stellvertreter, die die Belange der Freiwilligen Feuerwehr gegenüber dem Leiter der Berufsfeuerwehr vertreten. Wählbar ist, wer über eine ausreichende Führungsausbildung in der Freiwilligen Feuerwehr verfügt. Der Sprecher der Freiwilligen Feuerwehr ist in alle wesentlichen Entscheidungen, die ihre oder seine Aufgabe betreffen, einzubeziehen.

## Dienstgrad und Funktionsabzeichen

### Dienstgrad
Ein ehrenamtlicher Leiter der Feuerwehr kann maximal bis zum Gemeinde- oder Stadtbrandinspektor befördert werden. Für einen hauptamtlichen Leiter der Feuerwehr gilt hingegen das Laufbahnrecht der feuerwehrtechnischen Beamten.

### Funktionsabzeichen
Der Leiter und der stellvertretende Leiter sollen ausschließlich die jeweiligen Funktionsabzeichen als stellvertretender Leiter und Leiter tragen.

## Voraussetzung
Gemäß § 14 Abs. 1 LVO FF können nur Personen zum Leiter der Feuerwehr oder zum stellvertretenden Leiter der Feuerwehr bestellt werden, die bereits den Dienstgrad eines Gemeinde- oder Stadtbrandinspektor führen. Daraus ergibt sich, dass die Lehrgänge „Einführung in die Stabsarbeit“ und „Leiter einer Feuerwehr“ am Institut der Feuerwehr absolviert worden sein müssen. Feuerwehrbeamte der Laufbahngruppe 2 erfüllen diese Voraussetzungen mit Beendigung ihrer hauptberuflichen Ausbildung.
Steht kein geeigneter Angehöriger der Freiwilligen Feuerwehr mit der entsprechenden Qualifikation zur Verfügung, kann gemäß § 17 Abs. 1 LVO FF eine kommissarische Übertragung der Funktion stattfinden. Die für die Funktion erforderliche Qualifikation ist unverzüglich nachzuholen und die kommissarische Übertragung darf zwei Jahre nicht übersteigen.